# Guatteria calimensis
Guatteria calimensis este o specie de plante angiosperme din genul Guatteria, familia Annonaceae, descrisă de Robert Elias Fries. Conform Catalogue of Life specia Guatteria calimensis nu are subspecii cunoscute.